# Sabastian Sawe
Sabastian Kimaru Sawe (16 de marzo de 1995) es un deportista keniano que compite en atletismo, especialista en las carreras de fondo y en la maratón.
Ganó una medalla de oro en el Campeonato Mundial de Atletismo en Ruta de 2023, en la prueba de media maratón. Obtuvo la victoria en la Maratón de Londres de 2025.